# Dòlar de Sealand
El dòlar de Sealand és la moneda utilitzada al "Principat de Sealand", un micronació fundat sobre una base militar construïda durant la Segona Guerra Mundial. Al no ser un estat reconegut per cap país del món, el Principat de Sealand, manté com a referència el dòlar dels Estats Units, per fer canvis de moneda estrangeres.

## Història
Sealand va començar a generar la seva moneda l'any 1972. La primera moneda a ser llançada va ser la de $10 dòlars. Més monedes han estat creades al llarg dels anys 1975 i 1977, que va ser quan van introduir les monedes de $20 i $100 dòlars. La moneda de $10 dòlars està composta d'una xapa de plata 925 i la de $100 té un bany d'or fi.

## Llista de monedes
| Denominació | Anvers                                            | Revers           | Any  | Metall      | Quantitat emesa |
| ----------- | ------------------------------------------------- | ---------------- | ---- | ----------- | --------------- |
| SX$0.25     | Escut de Sealand                                  | Orca             | 1994 | Bronze      | 1111            |
| SX$0.25     | Escut de Sealand                                  | Orca             | 1994 | .999 Plata  | 500             |
| SX$0.5      | Escut de Sealand                                  | Orca             | 1994 | Cuproníquel | 1111            |
| SX$0.5      | Escut de Sealand                                  | Orca             | 1994 | Plata       | 500             |
| SX$1        | Escut de Sealand                                  | Orca             | 1994 | Plata       | 20000           |
| SX$1        | Escut de Sealand                                  | Orca             | 1994 | Or          | 1111            |
| SX$2.5      | Escut de Sealand                                  | Orca             | 1994 | Bronze      | 10000           |
| SX$2.5      | Escut de Sealand                                  | Orca             | 1994 | Plata       | 500             |
| SX$2.5      | Escut de Sealand                                  | Orca             | 1994 | Or          | 1111            |
| SX$5        | Escut de Sealand                                  | Orca             | 1994 | Or          | 2500            |
| SX$10       | Príncep Joan                                      | Veler            | 1972 | .925 Plata  | 2000            |
| SX$10       | Princesa Joan                                     | Escut de Sealand | 1977 | .925 Plata  | 2000            |
| SX$10       | Príncep Roy                                       | Escut de Sealand | 1977 | .925 Plata  | 2000            |
| SX$20       | Princesa Joan                                     | Escut de Sealand | 1975 | Plata       | desconegut      |
| SX$100      | Príncep Roy, Princesa Joan i Principat de Sealand | Escut de Sealand | 1977 | .900 Or     | 2000            |
| SX$100      | Primer Minsitre Seiger (Johannes Seiger)          | Escut de Sealand | 1991 | Plata       | desconegut      |